# Narjot de Toucy (mort en 1293)
Pour l’article homonyme, voir Narjot de Toucy.
Narjot de Toucy († 1293), quatrième du nom, est seigneur de Terza, capitaine-général de Durazzo et amiral du royaume de Sicile en 1277. Par son mariage, il est comte consort de Tripoli.

## Biographie
Il est issu de la famille de Toucy, d'origine bourguignonne et dont une branche s'est installée dans l'Empire latin de Constantinople, puis est passée au service de Charles d'Anjou, roi de Sicile.
Après avoir été régent de l'Empire latin de Constantinople entre 1245 et 1247, son père Philippe de Toucy est nommé amiral du royaume de Sicile en 1271 et meurt en 1277. Narjot lui succède dans ses fonctions.
Les prétentions de son suzerain sur le royaume de Jérusalem favorisent son mariage avec Lucie de Tripoli, sœur de Bohémond VII, prince d'Antioche et comte de Tripoli. Mais le couple quitte la Terre sainte pour s'installer dans les Pouilles. Bohémond VII meurt le 19 octobre 1287, mais les chevaliers de Tripoli préfèrent Sibylle d'Arménie, la mère de Bohémond, à Lucie. Malheureusement, Sibylle désigne comme bayle Barthélémy, évêque de Tortone, très impopulaire. Les Tripolitains renversèrent alors le gouvernement et érigèrent le comté en commune. Narjot et Lucie se rendirent alors à Tripoli et purent faire reconnaître leurs droits à force de négociations et de concessions, comme le protectorat génois, mais la ville est prise le 26 avril 1289 par le sultan mamelouk Qala'un.
Narjot et Lucie reviennent alors en Italie.

## Mariage et enfants
Il épouse vers 1278 Lucie, comtesse de Tripoli († 1299) qui donne naissance à un fils :
- Philippe de Toucy († après 1300), seigneur de Terza, prince titulaire d'Antioche, comte titulaire de Tripoli, brièvement marié à Éléonore d'Anjou.